# رنه-ویکتور پیل
رنه-ویکتور پیل (به فرانسوی: René-Victor Pilhes) (زادهٔ ۱۹۳۴ – درگذشتهٔ ۷ فوریهٔ ۲۰۲۱) نویسنده و رمان‌نویس قرن بیستم میلادی اهل فرانسه بود.